# Петровин
Петро́вин (пол. Piotrowin) — герой польской агиографической легенды, известной из Жития Святого Станислава, написанного Викентием из Кельчи.
Святой Станислав, епископ Кракова, купил у Петра Стшеменьчика (Piotr Strzemieńczyk) из Янишева, которого звали Петровин, деревню Петравин. Пётр вскоре умер, а его наследники оспорили перед королём права епископа на деревню. Станислав не смог представить свидетелей, и тогда молитвой воскресил Петровина, который подтвердил законность владения.

## Иконография
Петровин изображается как маленькая молящаяся фигура, редко как скелет сбоку от Святого Станислава. Рядом со Станиславом он изображён на гербах гмин Станиславув и Лазиска.